# História de Portugal (1834–1910)
O Reino de Portugal (ou Reino de Portugal e Algarves) foi um Estado que existiu desde meados do século XIX ao início do século XX. O seu sistema político era uma monarquia constitucional parlamentar representativa, desde da ascensão ao trono da rainha D. Maria II na década de 1830 à destituição do rei D. Manuel II em 1910. Foi um período de grande progresso, tanto no nível militar, cultural, político, industrial e econômico. Depois da derrota dos absolutistas nas Guerras Liberais, a política portuguesa do século XIX esteve marcada pelas ideias liberais, ainda que também não conseguiu a tranquilidade desejada devido a vários movimentos anárquico-republicanos. Os liberais eram um grupo heterogêneo que se tinha unido para lutar contra os absolutistas mas que em comum possuíam muitas discrepâncias. Por este motivo dividiram-se em primeiro lugar entre os moderados e progressistas, que levou á criação dos dois partidos mais importantes na monarquia constitucional portuguesa: o Partido Regenerador (1851) e o Partido Progressista (1876). O primeiro ponto de desencontro foi a nova constituição política do país, enquanto os progressistas, denominados setembristas, queriam voltar a implantar a Constituição de 1822, os moderados, denominados cartistas, queriam impor a Carta Constitucional de 1826. 
Além da prosperidade e do desenvolvimento em Portugal, a população portuguesa também sofreu mudanças profundas. A população terá aumentado cerca de 75% durante o século XIX, de acordo com as informações disponíveis e os estudos já efetuados para esse período. Tratou-se de um crescimento moderado, embora progressivamente dinâmico à medida que avançava a centúria. A variação do número de Portugueses entre 1801 a 1851 terá sido de apenas 23.4%, contra os cerca de 42% registados entre essa última data e 1900. Na prática, passou-se de 2.9 para 3.5 milhões de residentes. No século XIX, com o fim da Inquisição, regressaram a Portugal algumas famílias afluentes de origem judaica sefardita portuguesa, nomeadamente de Marrocos e de Gibraltar (como Ruah, Bensaúde, Anahory, Abecassis e Buzzaglo). A primeira sinagoga construída em Portugal desde o século XV foi a Sinagoga de Lisboa, inaugurada em 1904. Surgiu um aumento da população, incluindo protestantes e judeus, mesmo que embora Portugal tenha continuado maciçamente católico. A escravatura, que inicialmente foi abolida pelo Marquês de Pombal em 1761 para os escravos que chegavam a Portugal e este passo foi o primeiro para a abolição da escravatura no mundo, foi sendo restringida por sucessivas reformas até sua abolição pelo rei D. Luís I em 1869. Na segunda metade do século XIX, por pressão do rei D. Pedro V e do seu sucessor, D. Luís e da Inglaterra, Portugal proibiu o comércio de escravos e, em 1854, por decreto, foram libertos todos os escravos que restavam. Dois anos mais tarde, também foram libertos todos os escravos da Igreja Católica nas colónias. A 25 de fevereiro de 1869, por ordem de D. Luís I produziu-se finalmente a abolição "prática" e completa da escravatura em todo o Império Português.
As artes visuais, a literatura e o teatro afloraram neste período de grandes transformações. Embora muito influenciados por estilos europeus que variavam do neoclassicismo ao romantismo, cada conceito era adaptado para criar uma cultura genuinamente portuguesa. O Neoclassicismo surgiu em Portugal no último quartel do século XVIII e começou por ter uma maior expressão no Porto e só depois se estendeu para Lisboa. Prolongou-se até metade do século XIX, tendo, em alguns casos, chegado até ao século XX. O romantismo em Portugal surgiu no século XIX graças à influencia de D. Fernando II. Embora as últimas décadas da Monarquia Portuguesa tenham sido um período com várias crises económicas, políticas e sociais, o pais conheceu um período de paz consistente e prosperidade económica. Após 76 anos, a 5 de outubro de 1910, D. Manuel II foi deposto por um repentino golpe de Estado liderado por uma minoria de líderes republicanos, militares e civis cujo propósito era a formação de uma república presidencialista, dando início ao regime republicano no país que iria resultar na primeira ditadura de Portugal.

## História
Por manter a aliança com a Inglaterra e recusar-se a aderir ao Bloqueio Continental, Portugal foi invadido pelos exércitos de Napoleão Bonaparte, por três vezes, a primeira em 1807. A Corte e a família real portuguesa refugiaram-se no Brasil e a capital deslocou-se para o Rio de Janeiro, onde permaneceriam até 1821, quando D. João VI, desde 1816 rei do Reino Unido de Portugal, Brasil e Algarves, regressou a Lisboa para jurar a primeira Constituição. No ano seguinte, o seu filho D. Pedro IV (Pedro I do Brasil) era proclamado imperador do Brasil.
No resto do século XIX, Portugal viveu períodos de enorme perturbação política e social (a guerra civil e repetidas revoltas e pronunciamentos militares, como a Revolução de Setembro, a Maria da Fonte, a Patuleia, Belenzada) e só com o Ato Adicional à Carta, de 1852, foi possível a acalmia política e o início da política de fomento protagonizada no período da Regeneração, do qual foi figura de proa Fontes Pereira de Melo.
No final do século XIX, as ambições coloniais portuguesas chocam com as britânicas, o que está na origem do Ultimato de 1890. A cedência às exigências britânicas e os cada vez mais comuns problemas e escândalos económicos lançam a monarquia num descrédito crescente graças a propaganda Republicana, o ponto de viragem para a Monarquia em Portugal foi o assassinato de D. Carlos I e o Príncipe-Real D. Luís Filipe a 1 de fevereiro de 1908. A monarquia ainda esteve no poder durante mais dois anos, chefiada por D. Manuel II, mas viria a ser abolida a 5 de outubro de 1910, implantando-se a Primeira República Portuguesa.

## Sociedade

### Nova aristocracia liberal
Após o triunfo do liberalismo em 1820, a burguesia, lesada durante séculos pela hegemonia política da nobreza, adota importantes medidas tendentes a destruir a estrutura aristocrática e senhorial da sociedade Portuguesa, entre essas medidas sobressaem: 
- A extinção de alguns direitos banais, dos morgadios e das comendas;
- A abolição de tenças e mercês pagas, tradicionalmente, pela Coroa;
- O reconhecimento da igualdade de todos perante a lei;

As medidas legislativas referidas, nomeadamente a igualmente de todos perante a lei, aniquilava quase totalmente a nobreza. A reação absolutista impediu, porém, a destruição rápida e total da estrutura aristocrática da sociedade Portuguesa. A "Vila-Francada" restitui á nobreza tradicional todos os seus privilégios. O triunfo definitivo do liberalismo, em 1834, não conseguiu aniquilar completamente a nobreza tradicional.
- A extinção dos morgadios, decretada em 1832, abrangia apenas os de rendimentos inferior a 200 mil réis.
- A restauração da Carta Constitucional restituía à nobreza grande parte do seu prestigio e poder. A Câmara dos Pares, constituída predominantemente por nobres nomeados pelo rei a título vitalício e hereditário, consagrava a importância da nobreza na vida económica, social e política da Nação.

No entanto, o conceito de nobreza alterou-se, principalmente, após 1834:
- A nobreza tradicional, destituída parcialmente dos privilégios e rendimentos característicos do Antigo Regime, passou a depender, essencialmente, dos seus bens fundiários e da sua participação no comércio e indústria, aproximando-se deste modo, da burguesia.
- A burguesia transformou-se numa poderosa classe terratenente, através da compra de bens nacionais e nobilitou-se, frequentemente, pela compra ou concessão de títulos nobiliárquicos.

### Crescimento e debilidade económica das classes médias
Já anteriormente verificámos que a classe média abrange grupos socioprofissionais heterogéneos e dominados por valores divergentes e com situações económicas muito variadas. A classe média oitocentista está essencialmente ligada ao comércio, ás funções públicas e profissões liberais. Também podemos incluir aqui os proprietários, quer rurais, quer urbanos. A classe média tem em comum a aspiração de ascensão social pelo mérito individual. Orgulhosa da sua condição, procura afastar-se do operário e aproximar-se das elites sociais, quer pela imitação do estilo de vida, quer pela adoção dos seus valores.
A Regeneração criou condições favoráveis ao seu crescimento e á elevação do seu nível mediante a progressiva industrialização do País e a revitalização dos circuitos do mercado interno, indispensáveis ao escoamento da produção agrícola. Os últimos anos do século, pelo contrário, alteraram a situação. As condições de vida da classe média degradaram-se. A pequena e média burguesia rural e urbana sobrevive, então, com dificuldades financeiras e cai, muitas vezes, na miséria. A sua debilidade económica crescente é aproveitada pelos Republicanos e começa a ameaçar, nos fins do século XIX, a estabilidade da Monarquia Portuguesa e prepara o advento de uma nova era.

## Cultura
Na pintura e na arquitetura afirmou-se o gosto por ambiências fantásticas, exóticas e bucólicas e retomaram-se estilos passados, ligados, sobretudo, à Idade Média (por exemplo, o Neogótico e o Neomanuelino). A expansão do liberalismo e da industrialização contribuíram para o desenvolvimento do ensino público, que favorecia a formação de uma consciência cívica, a criação de uma mão de obra especializada e a ascensão dos indivíduos, em especial daqueles que tinham acesso a uma educação mais prolongada. Em Portugal o ensino público entrou em franca expansão, após o triunfo da ideologia liberal. O ensino primário passou a ser uma condição obrigatória para a modernização do país. Durante o Setembrismo, Passos Manuel reformou o ensino, nomeadamente através da criação de liceus (1836-37) nas capitais de distrito e pela reformulação do ensino técnico, artístico e superior. 

## Governo e política
A Carta Constitucional define os papéis do Rei de Portugal e das Cortes Gerais (ou Parlamento). A Carta dotou a Assembleia com a competência e a autoridade para criar legislação e moderar os poderes executivo e judiciário como "delegações da nação", sendo a separação dos poderes prevista como o fornecimento de apoio à Constituição e aos direitos nela consagrados.
As prerrogativas e autoridade concedida ao legislativo dentro da constituição significava que ele poderia e deveria desempenhar um papel importante e indispensável para o funcionamento do governo — que não era apenas uma instituição fantoche. Somente a Assembleia Geral podia decretar, revogar, interpretar e suspender leis nos termos do artigo 13 da constituição. O legislativo também ocupava o poder de orçamento e era obrigado a autorizar anualmente gastos e impostos. Só ele aprovava e exercia a supervisão de empréstimos e dívidas do governo. Outras responsabilidades confiadas à assembleia incluíam definir o tamanho das forças militares, a criação de cargos dentro do governo, o acompanhamento do bem-estar nacional e a garantia de que o governo estava a ser executado em conformidade com a constituição. Esta última disposição permitiu uma ampla autoridade para a legislatura examinar e debater a política do governo e conduta.
Em matéria de política externa, a constituição exigia que a Assembleia Geral fosse consultada sobre declarações de guerra, tratados e a condução das relações internacionais. Um determinado legislador poderia explorar essas disposições constitucionais para bloquear ou limitar as decisões, nomeações de influência e força de reconsideração das políticas do governo.
Durante suas sessões anuais de quatro meses, a assembleia realizava debates públicos, que eram amplamente divulgados e formavam um fórum nacional para a expressão de preocupações do público de todas as partes do país. Era frequentemente um local para expressar queixas e oposição às políticas. Os legisladores gozavam de imunidade contra processos no exercício das suas funções. Apenas suas próprias câmaras dentro da assembleia poderiam ordenar a prisão de um membro durante o seu mandato. "Com qualquer responsabilidade real para a condução real das coisas, os legisladores eram livres para propor reformas radicais, defenderem soluções ideais e denunciarem a conduta comprometedora por parte do governo."

#### Governo dos Cartistas

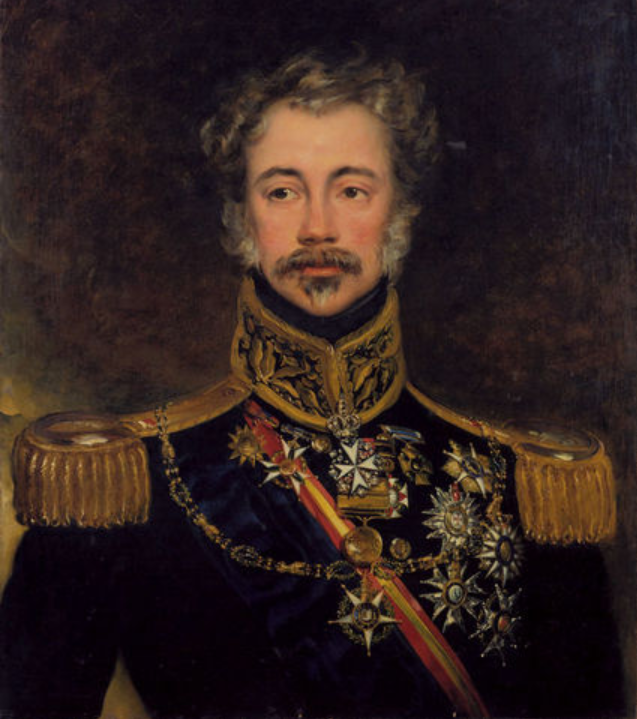
O Duque de Saldanha

A rainha D. Maria II era partidária dos Cartistas. Entre 1834 e 1836 nomeou governos conservadores. Os Presidentes de Conselho de Ministros dessa época foram heróis das Guerras Liberais entre eles, o Marquês de Saldanha, o Duque de Terceira e Pedro de Sousa Holstein, Marquês de Palmela. Estes políticos tentaram levar a cabo reformas para terminar com a legislação absolutista que ainda se mantinha em vigor. A administração e a justiça reorganizou-se seguindo o modelo napoleónico, os monopólios mercantis e as grandes corporações foram abolidas. As ordens religiosas foram dissolvidas, e o património da Igreja se nacionalizou com o objetivo de melhorar a situação económica do Estado através de sua venda. Desta forma criaram-se grandes patrimónios a mãos de uma nova classe social. Os bispos partidários de D. Miguel I foram cessados, e pôs-se uma grande resistência à Igreja Católica. Os governos mudaram rapidamente devido aos escândalos internos bem como à resistência dos Setembristas.

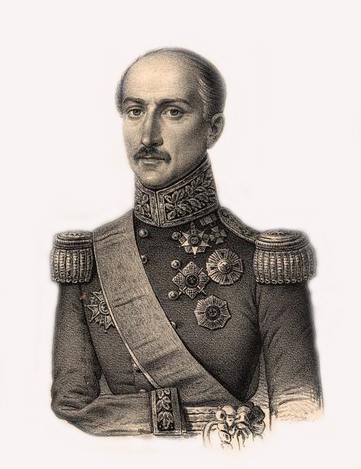
Marquês de Sá dá Bandeira

#### Setembristas no poder
Em 1836 ocorreram eleições forjadas que dão a vitória aos Cartistas provoca o estopim da Revolução Setembrina, que deu o poder aos progressistas. Muito na contramão de seus desejos, a rainha teve que lhes entregar o poder. Sendo os políticos mais destacados do novo governo Manuel da Silva Passos e o Marquês de Sá dá Bandeira.
Contra o governo dos setembristas ocorreu uma resistência conservadora que, às vezes de forma pública e às vezes clandestina, que estava apoiada pela rainha. Esta resistência viu-se especialmente nos levantamentos de 1836, 1837 e 1838.
Não obstante, os setembristas levaram a cabo uma importante série de reformas. A educação foi reformada, e criaram-se instituições que se mantêm até hoje em dia como a Academia de Belas Artes e o Teatro Nacional Dona Maria II. A base do sistema fiscal que se mantém na atualidade foi obra destes reformistas. A escravatura, que já tinha sido abolida na metrópole, foi abolida também nas colónias.
Em 1837 elegem-se novas Cortes Constituintes que deram ao país uma nova constituição de corte extremamente democrático.
A partir de 1840 caiu a influência dos setembristas. A rainha pôde cumprir com seus desejos e nomeou a António Bernardo da Costa Cabral como ministro de justiça para ter a uma de suas pessoas de confiança dentro do gabinete conservador.

#### Cabralismo

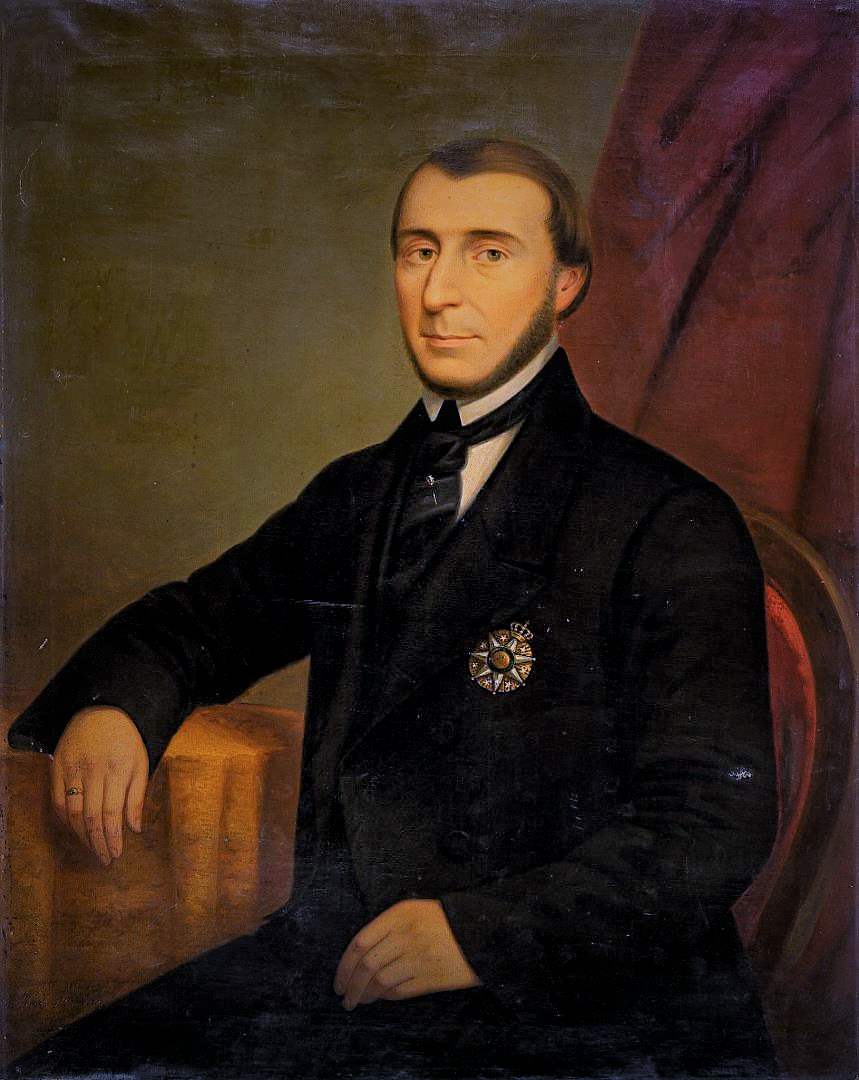
António Bernardo da Costa Cabral, Marquês de Tomar

A cena política dos anos 1842 até 1846 está vinculada à figura de António Bernardo da Costa Cabral, o que depois seria convertido em Marquês de Tomar. Por este motivo ao período costuma-se-lhe denominar comumente cabralismo. Costa Cabral, que naquela época era ministro de justiça, terminou em 1842 com um golpe de Estado com o último governo setembrista. A rainha nomeou-o ministro de justiça, com o que deixou sem força legal à Constituição progressista e se instaurou de novo a antiga Constituição. Governou o país com cortes autoritários até 1846 eliminando muitas das reformas dos governos prévios. A valoração da gestão de Cabral no governo ainda é motivo de disputas entre os historiadores portugueses.

#### Guerra Civil e Restauração
O descontentamento geral com a ditadura de Costa Cabral provocou em 1846 um o levantamento que terminou com o mandato do ditador. A rainha, com sumo pesar, teve que o destituir e pouco depois nomeou outro governo conservador encabeçado pelo Duque de Saldanha. Os setembristas criaram em seu principal centro de apoio, Porto um governo paralelo. Isto provocou uma guerra civil. Num princípio o governo não pôde sufocar as revoltas no norte do país, pelo que teve que solicitar ajuda a Reino Unido e Espanha para poder pôr fim à guerra em 1847.
Depois da guerra civil, a política portuguesa entrou numa fase de tranquilidade. Dos Cartistas e os Setembristas surgiram partidos políticos, O Partido Regenerador (conservador) e o Partido Histórico (progressista). As discrepâncias entre ambos partidos seriam solventadas a cada vez mais através de meios políticos, se recusando o uso da força militar. Os governos conservadores sucederam-se até 1856, especialmente baixo a direção do Duque de Saldanha, que foi premiê durante várias legislaturas. Costa Cabral voltaria a ser chefe de governo entre 1849 e 1851.

## Casa de Bragança-Saxe-Coburgo e Gota, os últimos Reis Portugueses
Em 1853 morreu a rainha D. Maria II dando a luz ao seu undécimo filho aos 34 anos e com ela, terminou em Portugal a Casa de Bragança. A rainha tinha-se casado em 1836 com o Príncipe Fernando II da Casa de Saxe-Coburgo-Gota. Através desse casal, a Casa de Bragança-Saxe-Coburgo-Gota passou a reinar em Portugal.
O sucessor de D. Maria II seria seu filho D. Pedro V, que quando faleceu sua mãe ainda era menor de idade, de modo que seu pai o rei consorte, D. Fernando II teve que assumir a regência até em 1855, D. Pedro V chegou à maioridade. Em 1932, após a morte do último rei de Portugal, uma alegada filha bastarda do rei D. Carlos I e portanto supostamente irmã do rei D. Manuel II, conhecida como Maria Pia de Saxe-Coburgo-Gota e Bragança, de acordo com o texto das Cortes de Lamego que dizia que "se o Rei morre sem filhos, no caso de ter irmão este possuirá o Reino em sua vida", reclamou o título de Duquesa de Bragança (pelo ramo constitucional) e defendeu ser a legítima rainha de Portugal, no entanto, nunca houve confirmação da veracidade das alegações feitas por Maria Pia. Nos nossos dias, geralmente aceite que o atual chefe da Casa de Bragança e herdeiro ao trono de Portugal é Duarte Pio de Bragança. 

### Monarcas portugueses

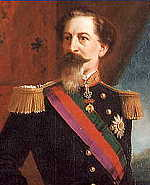
Fernando II, da família nobre alemã Saxe-Coburgo-Gota

### Rotativismo
Em Portugal instaurou-se uma monarquia parlamentar. Os políticos, tanto do Partido Regenerador como do Partido Histórico, estavam apoiados na alta burguesia. Como se tratava de grupos fechados de pessoas, que tinham o mesmo passado, criou-se um sistema de turnismo no governo, denominado em Portugal como Rotativismo. Quando um partido não tinha apoios suficientes para seguir governando, lhe dava o poder ao monarca e este nomeava chefe de governo o líder da oposição. Uma vez formado o novo governo, o monarca dissolvia o Parlamento, para que assegure que o novo governo tivesse respaldo parlamentar, acompanhando as eleições, algo que era bastante fácil dado o carácter censitário das mesmas. Com este sistema, os grandes partidos foram-se sucedendo no governo, tentando-se sempre que estivessem a cada um o mesmo tempo.
O rei D. Carlos com um uniforme alemão, é morto a tiro em Lisboa em 1908

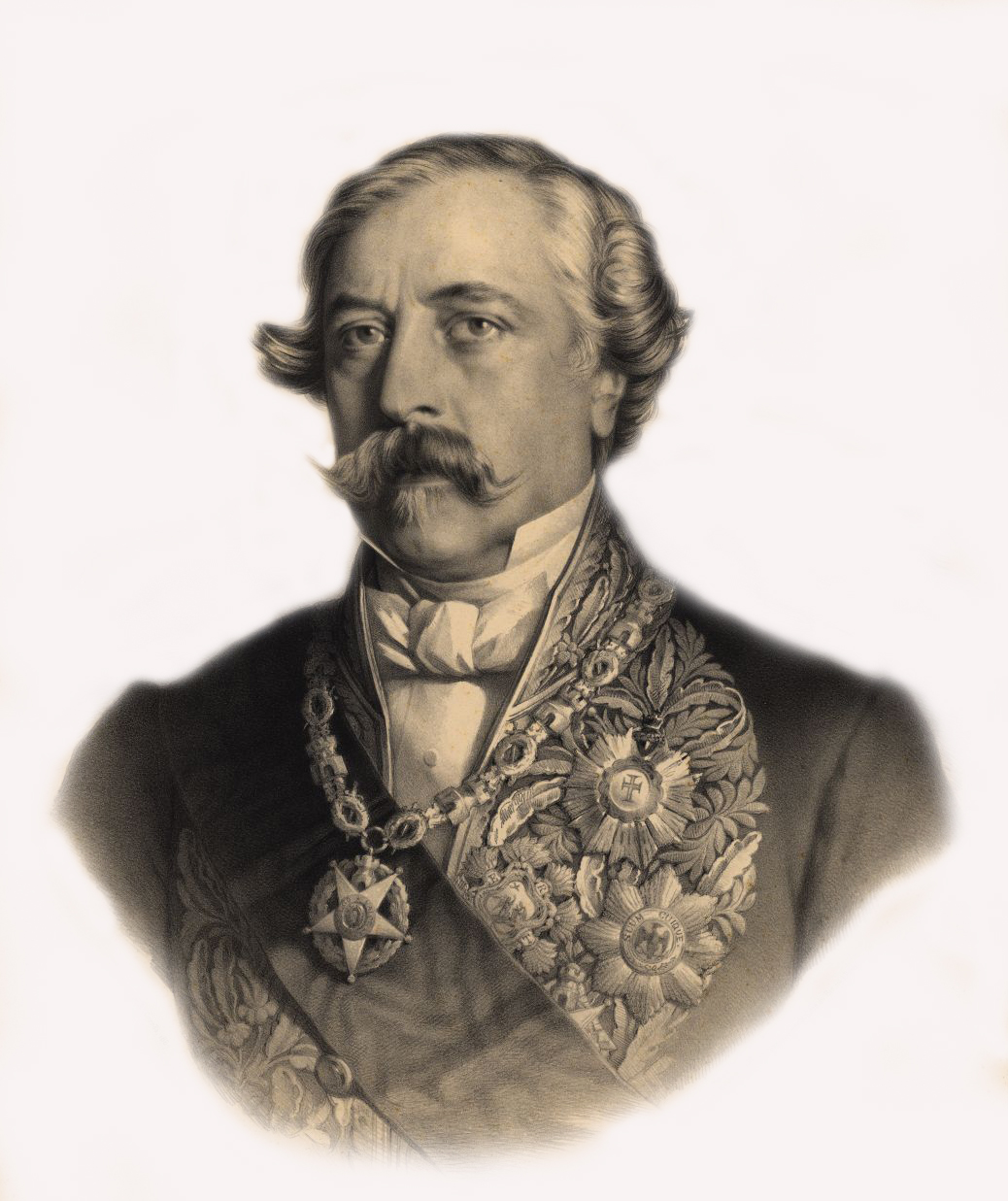
Duque de Loulé

O turnismo começou quando o novo rei, D. Pedro V, nomeou para Presidente de Conselho de Ministros o Duque de Saldanha e, depois dele, ao Duque de Loulé o presidente do Partido Histórico. Pela primeira vez desde a ditadura de Costa Cabral chegavam os Setembristas ao poder. O governo do Duque de Loulé durou até 1859, mudando ao Partido Regenerador (com o governo do Marquês de Terceira, e o de Joaquim António de Aguiar), passando de novo ao Partido Progressista.
O reinado de D. Pedro V terminou tragicamente em 1858. Tinha-se casado coma Princesa D. Estefânia de Hohenzollern-Sigmaringen, que tinha falecido um ano dantes. O rei caiu numa profunda depressão, e em 1861 morreu o rei mais amado do povo, com só 24 anos, como consequência uma epidemia de febres. Junto com ele morreram também dois de seus irmãos, pelo que D. Luiz I, o último filho vivo da rainha D. Maria II, subiu ao trono.
Entre 1865 e 1868 governou uma grande coalizão dos dois partidos, sob o mandato de Joaquim António de Aguiar. Devido ao aumento dos impostos, a princípios do ano 1868 teve várias revoltas em Lisboa. O governo passou ao Partido Regenerador, primeiro sob António José de Ávila e depois baixo o Marquês de Sá dá Bandeira, que tinha criado seu próprio partido, o Partido Reformista. Finalmente. o governo passou a mãos do Marquês de Loulé, que foi derrocado por um golpe do octogenário Duque de Saldanha. Sá dá Bandeira terminou com o último governo de Saldanha e convocou eleições.

### Fontismo

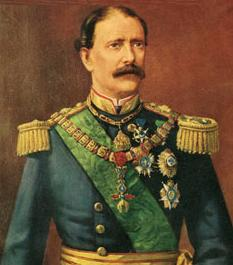
Fontes Pereira de Melo

Depois das novas eleições elegeu-se um novo governo comandado por Fontes Pereira de Melo do partido Regenerador. Fontes Pereira de Melo devia estar no poder até 1877, sendo este o governo mais duradouro deste período. Durante este tempo faleceram vários dos políticos que tinham levado as rédeas do destino de Portugal, em faleceu 1874 Joaquim António de Aguiar, em 1875 o Conde de Loulé e em 1876 o Marquês de Sá dá Bandeira. Nestes anos fundou-se também o Partido Republicano. O governo de Fontes de Melo foi um dos grandes impulsores da industrialização.
O Partido Republicano cedo começou com as revoltas, devido à influência da declaração em Espanha da república em 1873.
Com a morte de Sá dá Bandeira desapareceu o partido que ele mesmo tinha fundado o Partido Reformista, uma divisão do Partido Histórico, do que era a base de sua existência. O partido Reformista uniu-se ao Histórico para formar o Partido Progressista. Anselmo José Braamcamp converter-se-ia no porta-voz do novo partido. Os progressistas levaram a cabo grandes reformas entre elas a reforma da Constituição, a descentralização e o impulso de um novo sistema eleitoral, bem como reformas em matéria fiscal. Entre 1877 e 1878 Fontes de Melo teve que entregar o governo a António José dá Ávila (oficialmente devido a uma doença, ainda que os historiadores apontam que foi devido às grandes críticas a seu governo). A volta de Fontes Pereira de Melo, em janeiro de 1878 aumentou os protestos dos progressistas, que não só protestavam pelo premiê sinão também contra o próprio D. Luiz I. Nas eleições de novembro de 1878 foi eleito o Partido Progressista. Com estas eleições elegeram-se pela primeira vez a deputados republicanos na Assembleia Portuguesa.
Depois de um escândalo, provocado pelas relações entre o ministro de finanças e o Banco de Ultramar, o governo de Fontes de Melo caiu a 29 de maio de 1879. Os progressistas subiram pela primeira vez ao poder, seguindo o sistema de turnismo, mas agora entre o partido Regenerador e o Partido Progressista.
O partido Regenerador encontra-se numa oposição sem compromisso ante o novo governo, Fontes Pereira de Melo levou a cabo uma moção de censura em 1881 para voltar a converter-se em chefe do governo. A 16 de setembro de 1885 faleceu o chefe do partido Progressista, Baamcamp, seu sucessor foi José Luciano de Castro. Quando o governo de Fontes Pereira de Melo teve que se retirar em fevereiro de 1886 devido a um escândalo sobre fiscalidade, José Luciano de Castro assumiu o poder.
Em 1887 morreu Fontes Pereira de Melo. Nas eleições parlamentares que tiveram lugar nesse mesmo ano, os republicanos conseguiram dois deputados. António Serpa converteu-se no sucessor de Pereira de Melo. Nas eleições de 1888, elege-se deputado ao que seria mais tarde, o primeiro presidente da Primeira República Portuguesa, Teófilo Braga.
Em 1889 morreu o rei e seu filho Dom Carlos I ascendeu ao trono.

#### Crise colonial
Durante o seguinte período da história portuguesa, cresce de novo o interesse pelas posses de ultramar, especialmente as colónias africanas. Na Conferência de Berlim de 1884, e dispôs que o exercício do controle real e a soberania sobre as posses em África basear-se-ia na decisão que tomassem as potências coloniais.
Portugal foi à conferência em 1887 com um plano (o denominado Mapa Cor-de-Rosa) que pretendia unir as suas duas colónias na África meridional (Angola e Moçambique) sob um corredor, o que chocava com os interesses britânicos, que pretendiam um outro corredor desde o Egito até à África do Sul. O exército português começou a ocupar territórios fora de suas colónias para cumprir com o plano da metrópole, ocupando zonas atuais de Malaui; o Reino Unido protestou energicamente contra estas ocupações.
A princípios de 1890, o governo britânico enviou um ultimato a Portugal, no qual se exigia que os soldados que se encontravam entre ambas as colónias se retirassem. Nesta situação, D. Carlos I, nomeia António Serpa Pimentel, do Partido Regenerador, chefe do governo.
O Mapa Cor-de-Rosa tinha criado uma onda de nacionalismo português, que impregnava a política colonial. O enfado da população fez-se visível depois do ultimato britânico, que o feriu. A culpa da derrota política não se abateu só ao governo, senão também à Monarquia, de tal forma que o rei teve que intervir diretamente na política nacional. Em consequência, a oposição republicana fez-se mais forte. O estudante António José de Almeida, que viria mais tarde a ser eleito Presidente da República, publicou um artigo contra a monarquia titulado "Bragança, o último". No livro Finis Patriae de Guerra Junqueiro fazem-se troças sobre o rei.
As eleições parlamentares de março de 1890 têm um resultado sangrento. Dez pessoas morrem e 40 resultam feridas. Os republicanos obtiveram três assentos, todos pelo círculo de Lisboa. Em 1890, assinala-se pela primeira vez em Portugal o Dia do Trabalhador.
A questão das colónias africanas levou a uma crise política. Depois de longas negociações, assinou-se o Tratado de Londres, onde se fixaram as fronteiras de Moçambique e Angola com as posses britânicas. Quando o governo submeteu o tratado ao Parlamento a ratificação, este entendeu que Portugal se rendia ao ultimato britânico. Sucederam-se vários protestos conseguindo a oposição que não saísse nenhuma proposta do Parlamento. Serpa Pimentel retira-se e o rei nomeia um novo governo, que pouco dura. Entre 1890 e 1893 suceder-se-ão vários governos instáveis.
A 31 de janeiro de 1891 tem lugar um levantamento republicano no Porto. Chega a proclamar-se a República desde a varanda dos Paços do Concelho do Porto, mas a Guarda Municipal sufoca o movimento revolucionário.

#### Problemas económicos
Enquanto isso, os problemas económicos eram cada vez maiores. Portugal viu aumentada sua dependência em frente a potências estrangeiras. A moeda se desvalorizou fortemente enquanto a fazenda real a cada vez caía mais. Isto provocou um aumento das correntes republicanas e socialistas. A situação financeira do país era cada vez mais delicada. Depois da Independência de Brasil, tinha-se perdido a principal fonte de rendimentos do país já que as colónias africanas não podiam suprir a falta de rendimentos. Portugal, pese a que tinha tido tentativas de industrialização, seguia sendo um país eminentemente rural. A 7 de maio de 1891 produziu-se a bancarrota do Estado. O valor dos bilhetes portugueses caiu um 10 %. A bancarrota do Estado implicou que a popularidade do rei e do estado português caísse entre a população. A soberania portuguesa viu-se limitada (em 1901 o rei impôs um poder de veto para (Inglaterra, França e Alemanha) a câmbio de dinheiro para manter a Fazenda). Propuseram-se vários planos para recuperar a economia do país. O rei recusou até o 20 % de seus rendimentos e no Parlamento debateu-se a possibilidade de vender as colónias.
Com a nomeação de Ernesto Rodolfo Hintze Ribeiro do Partido Regenerador como primeiro-ministro em 1893 termina a fase de governos eleitos pelo Parlamento, o país volta ao sistema de turnismo entre os dois grandes partidos. Depois de Hintze governou José Luciano de Castro do Partido Progressista.
Na política governava o caos, quantas mais eleições mais deputados eleitos eram republicanos, ainda que ainda seguiam sendo uma pequena minoria no Parlamento. Tentaram-se reformas na lei eleitoral, para debilitar aos republicanos. Através de uma reforma constitucional, que se fez através de um Real Decreto sem contar com a participação do Parlamento, o rei tirou poder ao Parlamento.

#### Solução da crise colonial, problemas com a Igreja
Em 1899 assina-se o Tratado de Windsor, que terminara com a crise colonial entre Reino Unido e Portugal. Ambos reconhecem suas posses, se obrigando Grã-Bretanha a respeitar as colónias portuguesas, mas ganhando o direito a que seus exércitos atravessassem o território português em África. Dantes de que se tivesse assinado, tinha tido contatos entre Alemanha e o Reino Unido, nos que se dispunha a delimitação das colónias alemãs e britânicas no sul de África. Nesses acordos tinha-se em conta que, dada a situação financeira de Portugal, este ver-se-ia obrigado a vender suas colónias, e começaram a se repartir as posses portuguesas. Os Estados Unidos, que naquela época se encontravam em guerra contra Espanha, também pensaram em ocupar, aparte de Cuba, Porto Rico e Filipinas os Açores. O Tratado de Windsor terminou com esse perigo, e a soberania portuguesa sobre Moçambique e Angola se reafirmou.
Outro tema que afetava de sobremaneira à política interna de Portugal eram as relações com a Igreja Católica. O processo de Calmon, no que uma jovem de 32 anos, filha do cônsul brasileiro em Porto, se enfrentou a seu pai, que a queria obrigar a ingressar num convento, provocou revoltas anticlericais em Lisboa. O Partido Regenerador, que era anticlerical, reagiu com uma série de decretos contra a Igreja: permitiam-se as ordens religiosas que se dedicavam evangelizar nas colónias, mas em Portugal se fecham várias instituições religiosas, entre as que se encontrava um jornal católico. O rei apoiou estas reformas, com o que se ganhou um pouco de afeto entre seus súditos.

#### O Francismo

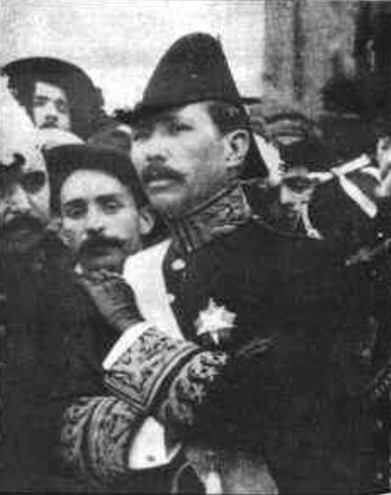
João Franco, um dos últimos chefes de governo da monarquia portuguesa

Em Porto, os republicanos venceram nas eleições municipais. Essas eleições foram declaradas nulas e repetiram-se, ainda que o resultado não variou. O representante do Partido Regenerador e chefe da oposição, António Serpa Pimentel, morreu em 1900, Hintze Ribeiro assumiu a liderança do partido e do governo.
Dentro do Partido Regenerador começou a ter discrepâncias, as quais se complicavam conforme se complicava a situação política. Ao lado de Hintze Ribeiro encontrava-se João Franco o político mais prestigiado do partido. Na contramão de Hintze Ribeiro e seus seguidores, em 1901 João Franco fundou o Partido Regenerador Liberal.
Entre 1905 e 1906 o política interior do país voltou a ressentir-se. O governo proibiu umas publicações republicanas e como reação teve protestos de rua e levantamentos. Quando o Presidente francês Émile Loubet visitou o país em 1905, foi recebido por uma grande manifestação de Republicanos. Os progressistas e os regeneradores assinaram um acordo de paz, para poder terminar, juntamente com o rei, com os levantamentos republicanos. Tanto Luciano de Castro do partido progressista como Hintze Ribeiro do regenerador foram presidentes do governo durante esse ano mas não foram capazes de controlar os levantamentos.
Em 1906 o rei chamou a João Franco para ser Presidente do Governo. Franco foi o último Presidente de Conselho de Ministros (equivalente a um Primeiro-Ministro na altura) da Monarquia Portuguesa que teve algo de importância. Seu governo denominou-se "Francismo" no contexto da história de Portugal.
O novo Presidente de Conselho de Ministros tentou desde cedo que o seu governo trabalha-se com o rei em nome do "bem maior do Povo". Sua divisa de governo seria “Tolerância e Liberdade, isso é o que deve assumir o povo através do governo do Rei”. Uma das primeiras ações do novo governo foi uma grande amnistia, da que resultaram beneficiados muitos republicanos encarcerados por publicações contra do rei. O chefe dos republicanos, Bernardino Machado, pôde dar um discurso em público, sem que a polícia lho impedisse. O rei tentou melhorar sua imagem trabalhando no governo e começou a assistir aos conselhos de ministros. Nas eleições de 1906 o governo conseguiu uma maioria, ainda que não se conseguiu integrar aos republicanos na política do país. Enquanto, desde uma cadeira, um deputado republicano, Afonso Costa disse: “Por menos do que nos fez o rei Carlos, em França perdeu a cabeça Luís XVI”. Com isto se romperam as relações entre os republicanos e o governo. Os republicanos são expulsos por três meses do Parlamento. Nas manifestações, nas quais se apoiava a Afonso Costa, se prendem 63 pessoas. Em Porto reúnem-se 12 mil pessoas num grande congresso republicano. 45 mil pessoas assinam uma petição, na que se solicitava a volta dos republicanos ao Parlamento, o que teve lugar em 21 de dezembro de 1906. Em 1907 ditou-se uma nova Lei de Imprensa que instaurava a censura. A 8 de maio de 1907 Franco começa a governar de forma ditatorial, também através de um decreto no que não participou o Parlamento. Os dissidentes dentro do Partido Regenerador unem-se aos republicanos. A princípios de janeiro de 1908, detém-se e julga a muitos dirigentes republicanos e dissidentes regeneracionistas. Franco solicita e obtém do rei um decreto, no que se dita a deportação dos republicanos às colónias de ultramar.
Em 1 de fevereiro de 1908 morrem o rei e seu herdeiro num atentado na Praça do Comércio de Lisboa.

### O fim da monarquia

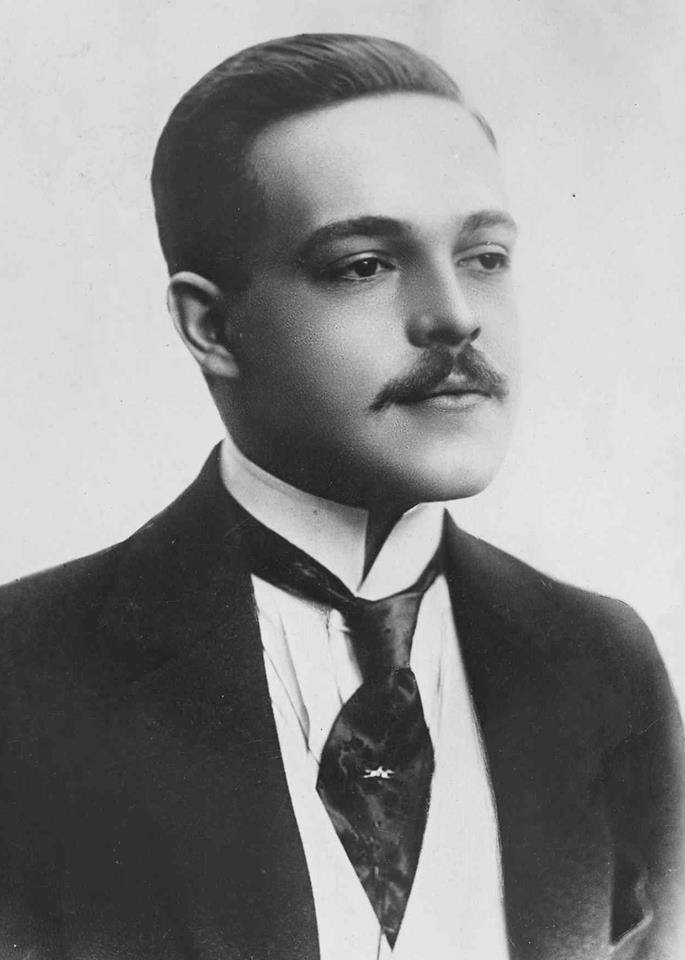
Manuel II o último rei de Portugal

D. Manuel II, o filho do rei assassinado, ascende ao trono com 18 anos. Seria o último rei de Portugal. O rei não pôde manter a monarquia em Portugal. A primeira medida que tomou foi destituir a João Franco, já que lhe acusou de ter tido que ver no assassinato de seu pai e de seu irmão. Nomeou ao almirante Ferreira do Amaral como premiê, que tentou, com uma série de medidas liberais, acalmar a situação. A esta política chamou-lha em Portugal a "Política de Acalmação". Com isso se repetiram muitos dos processos que tinham tido lugar sob o mandato de Franco e se abriram jornais proibidos. Também se ditou uma amnistia geral. As Cortes dissolveram-se e convocaram-se eleições. Os republicanos conseguiram vencer nas eleições municipais de Lisboa.
A Monarquia Portuguesa teria outros 6 premiês nos últimos 2 anos de existência. Os monárquicos estão totalmente divididos, o Partido Regenerador divide-se em duas facções no final de 1909.
No mesmo ano, num congresso geral republicano impôs-se a área radical impondo a revolução armada como objetivo do partido. Em 1910 Miguel Bombarda, um psiquiatra e cabeça do movimento republicano foi assassinado por um paciente. Ainda que o acontecimento não teve conotações políticas, se produziram levantamentos em Lisboa e nas grandes cidades do país. Dois dias mais tarde instaurou-se um governo provisório a nome do republicano Teófilo Braga. A 6 de outubro de 1910 instaura-se a república portuguesa no Porto. Um dia antes, o rei tinha marchado ao exílio na Inglaterra. A Monarquia Portuguesa, que tinha começado em 1139 quando Afonso Henriques tomou o título de rei, terminava 771 anos depois.